# Paphiopedilum lawrenceanum
Paphiopedilum lawrenceanum é uma espécie de orquídea terrestre, família Orchidaceae, que habita Sarawak, em Borneu.